# 17 (tal)
17 (sjutton (fil)) är det naturliga talet som följer 16 och som följs av 18. Det är det 7:e primtalet, det som kommer efter 13 och före 19.

## Inom matematiken
- 17 är ett udda tal.
- 17 är det femtonde defekta talet
- 17 är ett Fermatprimtal
- 17 är ett Fermattal
- 17 är ett Primtal
- 17 är Primtalstvilling med 19
- 17 är en Latmirp
- 17 är ett Leylandtal
- 17 är ett kvadratfritt tal
- 17 är ett Prothtal
- 17 är ett Perrintal
- 17 är ett heptadekagontal
- 17 är summan av de fyra första primtalen, då 2 + 3 + 5 + 7= 17
- 17 är ett palindromtal i det binära talsystemet.
- 17 är ett palindromtal i det kvarternära talsystemet.
- 17 är ett Eulers lyckotal.
- 17 är ett heptadekagontal.

## Inom vetenskapen
- Klor, atomnummer 17
- 17 Thetis, en asteroid
- M17, emissionsnebulosa i Skytten, Messiers katalog